# Roc’h Ruz
Der Roc’h Ruz ist mit 385 m der höchste Berg der Bretagne. Er gehört zum Gebirgsmassiv der Monts d’Arrée. Er ist damit Bestandteil des Regionalen Naturparks Armorique. 
Der Berg befindet sich auf dem Gebiet der Gemeinde Plounéour-Ménez.